# Cinclosoma marginatum
Cinclosoma marginatum là một loài chim trong họ Cinclosomatidae.